# Autovía de Tierra de Campos
La autovía de Tierra de Campos o A-65 consiste en un trayecto de unos 84 km de longitud que pretende enlazar Benavente con Palencia. El objetivo de esta infraestructura es canalizar todo el tráfico que desde el sur de Galicia y norte de Portugal se dirige por la A-52 hacia Francia y norte de España por la A-62.
La autovía estará compuesta por dos calzadas de 7 metros de anchura, con arcenes exteriores de 2,50 e interiores de 1, según ha informado el Ministerio de Transportes, Movilidad y Agenda Urbana.

## Tramos
| Denominación | Tramo | Kilómetros          | Año servicio / Estado (2025)                                                                                    |
| ------------ | --- | ------------------- | --- |
| A-65         | Variante Norte-Noroeste de Palencia Subtramo original Variante Noroeste: Enlace A-67 - Villalobón P-12 Tramo original Variante Norte: Villalobón P-12 - Palencia Oeste Subtramo ampliado Variante Noroeste: Enlace A-67 - Villalobón P-12 Subtramo ampliado Variante Norte: Villalobón P-12 - Grijota Subtramo ampliado Variante Norte: Grijota - Palencia Oeste | 3,8 6,6 3,8 4,3 2,3 | 1 carril por sentido: 1992 1 carril por sentido: 1990 2 carriles por sentido: 2005 2 carriles por sentido: 2007 |
|              | Palencia Oeste - Ampudia | 25                  | Proyecto caducado (pendiente actualización nuevo proyecto)                                                      |
|              | Ampudia - Villafrechós | 27,5                | Proyecto caducado (pendiente actualización nuevo proyecto)                                                      |
|              | Villafrechós - Villalpando A-6 | 25                  | Proyecto caducado (pendiente actualización nuevo proyecto)                                                      |

## Salidas
| Número de Salida | Nombre de Salida                                                | Carretera que enlaza |
| ---------------- | --------------------------------------------------------------- | -------------------- |
|                  | Venta de Baños - Valladolid - Madrid - Burgos continúa por A-67 | A-67                 |
| 2                | Astudillo - Palencia                                            | P-405                |
| 4                | Osorno - Palencia - Santander                                   | N-611 A-67           |
| 8                | Grijota- Sahagún Palencia - Guardo                              | CL-613 CL-615        |
| 10               | Palencia Grijota                                                | P-954                |
|                  | Benavente - León continúa por N-610                             | N-610                |